# Peter Carew
Peter Carew (né vers 1514 à Luppitt – 27 novembre 1575), dit Peter Carew l'Aîné, est un mercenaire anglais qui combattit au cours du règne d'Élisabeth Ire et prit part à la  colonisation de l'Irlande. Sa biographie a été composée par son conseiller, John Hooker († 1601).

## Début de carrière
Carew était le fils benjamin d'un gentilhomme du Devonshire, William Carew. Il a fréquenté l'école de latin d'Exeter puis l'internat de St Paul's School. Selon ses propres souvenirs (consignés dans sa biographie autorisée), il aurait escaladé une tour des remparts d'Exeter et menacé de se jeter dans le vide si son maître venait le chercher. Pour le punir, son père l'aurait attaché avec une chaîne avec l'un de ses dogues pour plusieurs jours,.
Carew fut mis au service d'un ami français de son père, mais s'y trouva rabaissé au rang de muletier. Il végéta dans cette condition jusqu'à ce qu'en février 1526, un ami de ses parents au service de François Ier, faisant route pour Pavie, entendît le nom du jeune homme et le prenne comme écuyer ; mais l'homme mourut au cours du voyage, et Carew rallia la suite d'un marquis, qui mourut dans les combats. Carew se mit ensuite au service de Philibert d'Orange. À la mort de ce prince, la sœur de Philibert lui rédigea une lettre de recommandation auprès d'Henri VIII ; le roi, remarquant son adresse à cheval et sa connaissance du français, le prit à son service.
En 1540, il voyagea en Terre Sainte avec son cousin : il visita Constantinople, Venise, Milan et Vienne, où son cousin mourut. Il combattit les Français pour le Saint Empire et en 1544, leva son propre régiment avec l'aide de son frère George (capitaine du Mary Rose). En reconnaissance de ses services, il fut anobli en 1545.
Carew fut nommé député de Tavistock en 1545, Haut-shériff du Devon en 1547, puis député de Dartmouth en 1547, du Devon en 1553 et 1559 et d'Exeter en 1563.
La Couronne blâma la cruauté dont il fit preuve dans la répression de la révolte catholique de l'ouest, au Devon et en Cornouailles, déclenchée par l'obligation de dire la messe selon le « Livre de la prière commune ». En 1553, il fit acclamer Marie reine d'Angleterre par les comtés de l'ouest ; mais vers la fin de l'année (dans le contexte de la Révolte de Wyatt), il était compromis dans la tentative d'empêcher son mariage avec le Prince héritier Philippe. Contrairement à la plupart de ses comparses, il échappa à son arrestation et prit l'exil sur le continent en janvier 1554 ; toutefois, au mois de mai 1556, il était arrêté avec John Cheke en Flandres et fut renvoyé sans cérémonie en Angleterre par un chalutier. Incarcéré à la Tour de Londres jusqu'en octobre 1556, il obtint sa libération moyennant le remboursement des dettes que sa famille avait contractées envers la Couronne.
Sous le règne d'Élisabeth Ire, Carew fut dépêché comme intercesseur dans la querelle opposant Lord Grey au comte de Norfolk, querelle surgie entre les deux capitaines alors qu'ils combattaient le corps expéditionnaire français en Écosse au siège de Leith. Lorsque Norfolk, finalement reconnu coupable de trahison en 1572, fut incarcéré, il découvrit que son geôlier n'était autre que Carew, entretemps nommé Connétable de la Tour de Londres.

## L'affaire d'Irlande
En 1568, Carew lança sa plus audacieuse entreprise : la revendication des terres du sud de l'Irlande. Il avait envoyé ses titres pour examen à l'héraldiste John Hooker, lequel reconnut (après transport en Irlande) la légitimité des revendications de son client : les titres produits (un parchemin portant le sceau de la Couronne) montraient en effet qu'Henri II (en tant que « premier Lord d'Irlande », titre adopté en 1172 au début de la conquête normande) avait accordé à Robert FitzStephen la motié des terres de Cork ; or, selon Hooker, la fille de Fitz-Stephen aurait épousé un ancêtre de Carew.
Carew obtint un congé de la reine pour faire valoir ses droits, et fit voile pour l'Irlande depuis Ilfracombe en août 1568. Il réclama d'abord la seigneurie de Maston, dans le Comté de Meath, à Christopher Cheevers ; prétextant qu'un jury irlandais ne serait pas équitable, il en appela au lord-député d'Irlande, Sir Henry Sidney, sur quoi Cheevers accepta un compromis. Puis Carew obtint la promulgation d'un décret de Sidney et du Conseil d'Irlande pour la baronnie d'Idrone dans le Comté de Carlow, jusque-là possession du clan Kavanagh, et il fut nommé capitaine du châtreau de Leighlin (comme successeur de Thomas Stukley) au centre de cette baronnie.
Mais les prétentions de Carew tournèrent court lorsqu'elles empiétèrent sur des terres détenues par la famille Butler : cette dynastie d'origine anglo-normande, représentée par Thomas Butler (10e comte d'Ormonde), détenait une forte influence en Irlande. Edmund Butler, cadet du comte d'Ormonde, possédait le château de Clogrenan, à quelques kilomètres au nord de Leighlin (son père l'avait acheté aux Kavanagh). Par mesure de rétorsion contre l'empiètement, qui lui paraissait menacer tout son fief, il attaqua Carew, lequel, en représailles, saccagea Clogrenan dont il s'empara sans difficulté. Cette confiscation fit grand bruit dans le pays, et marqua le début des révoltes de Desmond,.
Carew gagna une série de batailles contre les Butler, mais leur influence dans le pays demeurait intacte. Non content de poursuivre ses procès en succession à travers l'Irlande, il se lança dans l'aménagement de plantations. Au mois d'avril 1569, le conseil privé d'Angleterre approuvait son projet, et ceux, identiques, de Warham St Leger, Humphrey Gilbert et Richard Grenville : la confiscation de terres à Baltimore sur la côte de Munster, doublé de l'expulsion des autochtones et d'une colonisation en règle au bénéfice de sujets anglais. John Hooker, au service de Carew, était entretemps devenu, en tant que député d'Athenry, un membre important du groupe Anglo-Irlandais au Parlement d'Irlande à Dublin.
La première guerre de Desmond (1569–73) se solda par une série de massacres le long de la côte du Munster. Les rebelles, menés par James FitzMaurice FitzGerald, assiégèrent Cork et d'autres places, exigeant la fin de la colonisation. Les deux camps dévastèrent l'arrière-pays, et bientôt les Anglais durent admettre que Carew était allé trop loin. Le comte d'Ormonde, dont les partisans s'étaientt tous mobilisés contre la Couronne d'Angleterre, en appela à la Reine : après son playdoyer en cours, la souveraine rappela Carew ; mais celui-ci, refusant de siéger à nouveau au Parlement de Londres, repartit pourtant en Irlande en 1574 : les seigneurs de Courcy, Barry Oge et le clan des O'Mahon se déclaraient à présent prêts à négocier avec lui. Ayant arrêté ses projets, il se fit aménager une maison à Cork mourut de maladie pendant le voyage, le 27 novembre 1575, à Ross dans le Comté de Waterford.

## Postérité

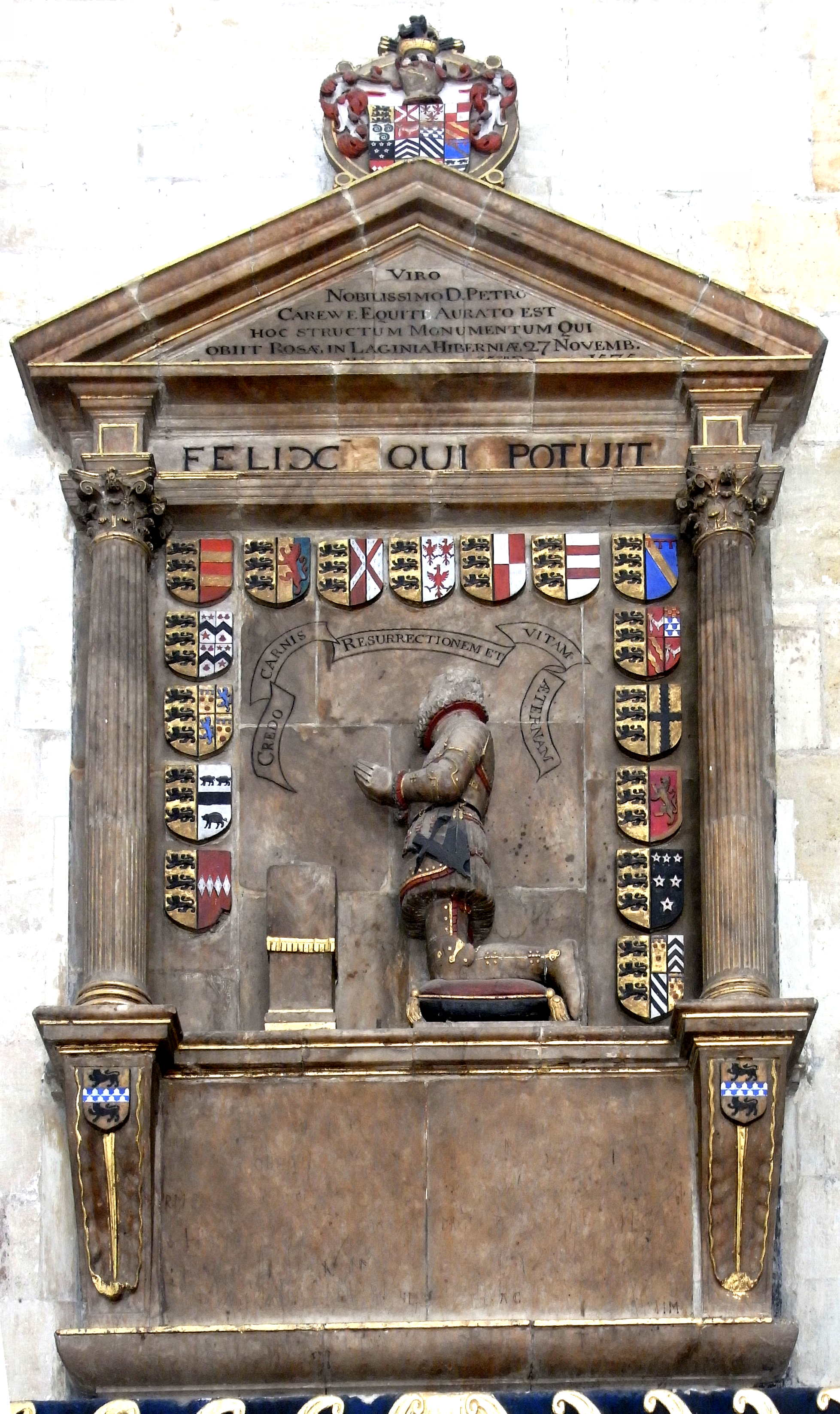
Ex-voto à la mémoire de Carew dans la cathédrale d'Exeter. Posé par son biographe John Hooker, dont les armoiries sont visibles sur les deux corbeaux

Carew avait été inhumé dans la cathédrale de Waterford , au sud du chancel ; mais cette cathédrale a été reconstruite au XVIIIe siècle, et il ne reste de sa sépulture qu'un ex-voto repris dans la cathédrale d'Exeter : il se trouvait à l'origine dans le chœur nord, et a été déplacé dans le transept sud en 1805,,.
Son testament est daté du 4 juillet 1574, et a été enregistré au mois de février 1576. Il n'eut cependant aucun effet : ses héritiers furent ses cousins Peter et George (1555–1629).
Il ne subsiste de lui que deux portraits, peints par Gerlach Flicke : l'un dans la Royal Collection, et conservé au Château de Hampton Court ; l'autre à la Galerie nationale d'Écosse.

## Voir également
- Cork et Peter Carew
- The Life and Times of Sir Peter Carew
- "Peter Carew", Tudor Place